# 黑萊嫩湖
52°12′2″N 9°3′34″E / 52.20056°N 9.05944°E

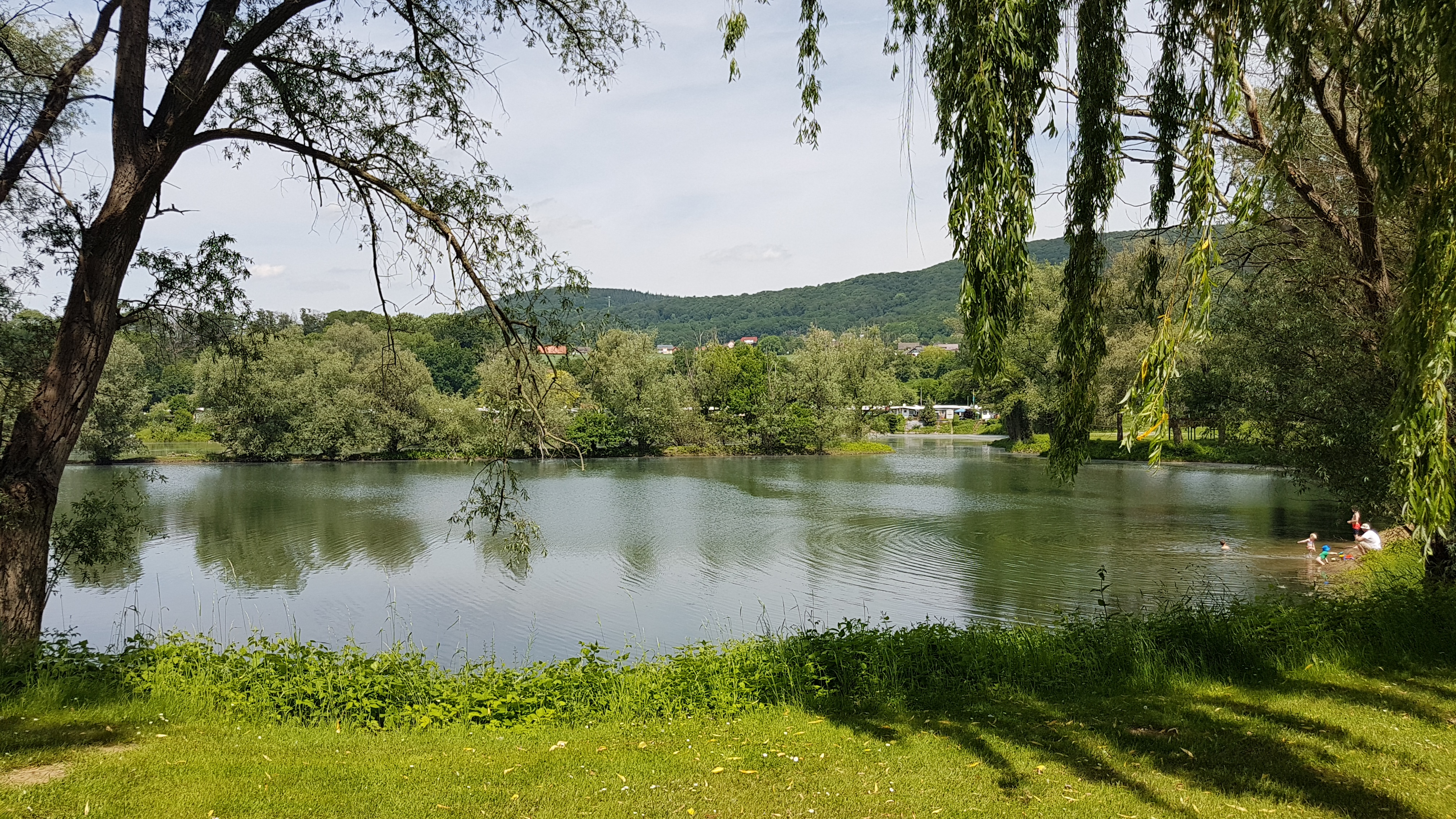

黑萊嫩湖（德語：Helenensee），是德國的湖泊，位於該國西北部，由下薩克森州負責管轄，處於紹姆堡縣，面積0.07平方公里，海拔高度53米，平均水深2米，最大水深3.5米。